# Cellteorin

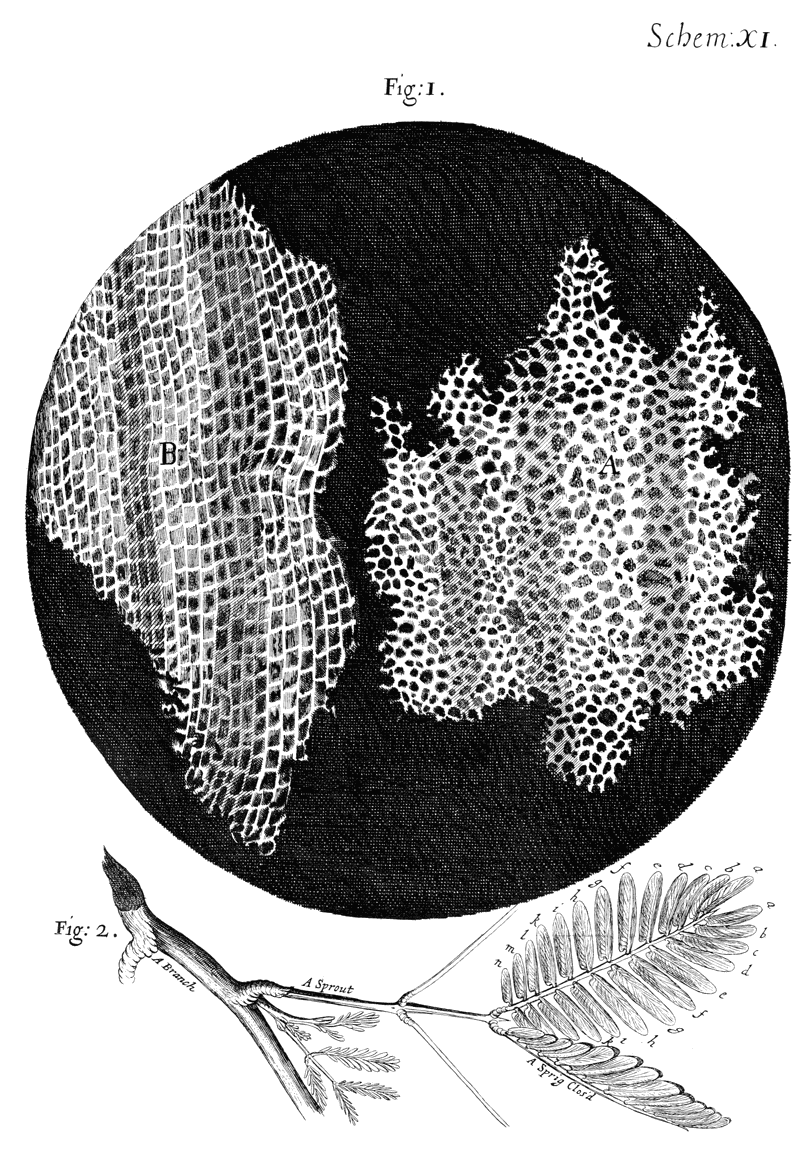
Cork Micrographia Hooke

Cellteorin innebär att alla levande organismer består av en eller flera celler och att dessa är de grundläggande byggstenarna. Celler uppstår genom att befintliga celler delas. I cellerna äger de biologiska processerna rum.
Cellteorin formulerades 1838-1839 av Matthias Schleiden och Theodor Schwann som utifrån mikroskopstudier av växter och djur kunde konstatera att båda bestod av celler. Cellteorin fick stor betydelse för den fortsatta utvecklingen av biologin, man kan jämföra det med hur viktig atomteorin blev för förståelsen av kemi.
Redan 1665 myntades ordet cell av Robert Hooke som tittade på en bit kork i mikroskop (se figur).